# Политические партии России в 1917 году
Политические партии России в 1917 году — совокупность основных политических партий и организаций, существовавших в России в 1917 году. Сразу же после Февральской революции происходит разгром правомонархических партий и политических группировок, на первый план выходит борьба между социалистическими партиями (эсеры, меньшевики, большевики) и либералами (кадеты) с одной стороны, и борьба между умеренными социалистами (меньшевики, правые эсеры, эсеры центра) и радикалами (большевики, левые эсеры, анархисты).

## Краткий обзор
Февральская революция резко активизирует политическую жизнь в России, образуется множество партий, партийных фракций и объединений, общее число которых к ноябрю 1917 года доходит до 50. Появляются ряд мелких фракций, не сыгравших в событиях значимой роли: меньшевики-интернационалисты (левые меньшевики), эсеры-максималисты, Российская социалистическая рабочая партия интернационалистов, социал-демократическая фракция «Единство» во главе с Плехановым и др. Из значимых изменений партийной системы в 1917 году происходят следующие:
- Окончательное устранение из политической жизни правомонархических партий; к осени 1917 года самой «правой» становится либеральная Конституционно-демократическая партия (кадеты), тяготеющая к идее конституционной монархии по английскому образцу;
- Раскол РСДРП на меньшевистскую и большевистскую фракции к ноябрю 1917 становится окончательным ввиду резких идейных противоречий;
- Социал-демократическая фракция «межрайонцев», настаивавшая на преодолении этого раскола, в августе 1917 входит в состав большевиков;
- К осени 1917 произошёл раскол в партии эсеров на левых, центристов и правых.

## Разгром правых монархических движений
Правые партии подверглись преследованиям практически немедленно после Февральской революции. Уже 5 марта 1917 года Исполком Петросовета запрещает издание черносотенных газет, в том числе «Русское знамя» и «Новое время». Также 5 марта Временное правительство учреждает Чрезвычайную следственную комиссию, перед которой предстали, помимо высших царских чиновников и генералов, также лидеры правых партий.
Основная черносотенная организация, «Союз русского народа», уже с 1907—1910 года находилась в затяжном кризисе, расколовшись на несколько частей. После Февральской революции организация свернула свою деятельность, распустив свои отделы и уничтожив архивы. Один из лидеров организации, Дубровин А. И., во время революции был арестован. По некоторым источникам, Главный совет организации в Петрограде был в ходе событий разгромлен.
Также прекратили свою деятельность организации «Русский народный союз имени Михаила Архангела» и «Русское собрание». Старейшая черносотенная организация, «Союз русских людей», фактически прекратила свою деятельность уже в 1910—1911 годах. Запрещена Русская монархическая партия, её руководитель Кельцев на несколько месяцев заключён под домашний арест.
Сословная дворянская организация «Объединённое дворянство», ещё в январе 1917 года заявлявшая о «незыблемости основ самодержавия и готовности служить ему верой и правдой», после Февральской революции резко меняет свою риторику. Постоянный Совет организации направляет на места телеграммы с призывом к «спокойной работе и поддержанию порядка», 9 марта 1917 года принимает резолюцию: «дворянство должно направить все силы для содействия единой ныне законной власти». Аналогичные резолюции принимают собрания предводителей и депутатов дворянства Самарской губернии 5 марта, Московской губернии 13 марта.
Однако дальнейшая политическая деятельность дворянских организаций уже начинает вызывать сильное отторжение новой власти. Особенно сильную враждебность вызывали попытки дворян внедриться в различные комитеты в деревнях, что вызывало неприязнь крестьян-общинников. В августе 1917 года Министерство финансов делает в Министерство юстиции запрос о прекращении деятельности дворянских сословных учреждений в связи с невозможностью их финансировать. В сентябре Министерство юстиции заявляет о предполагаемой отмене всех сословий вообще, и дворянского в частности, губернским предводителям дворянства предложено «заблаговременно сдать дела в архив».
Временное правительство признают даже ряд великих князей. 9, 11 и 12 марта на имя премьер-министра князя Львова поступают соответствующие телеграммы от великих князей Николая Николаевича, Александра Михайловича, Бориса Владимировича, Сергея Михайловича, Георгия Михайловича и принца Александра Ольденбургского.
Святейший правительствующий Синод верным чадам Православной Российской Церкви. 

Благодать вам и мир да умножится (2 Пет. 1: 2). 

Свершилась воля Божия. Россия вступила на путь новой государственной жизни. Да благословит Господь нашу великую Родину счастьем и славой на её новом пути. 

Возлюбленные чада святой Православной Церкви! 

Временное правительство вступило в управление страной в тяжкую историческую минуту. Враг ещё стоит на нашей земле, и славной нашей армии предстоят в ближайшем будущем великие усилия. В такое время все верные сыны Родины должны проникнуться общим воодушевлением. 

Ради миллионов лучших жизней, сложенных на поле брани, ради бесчисленных денежных средств, затраченных Россиею на защиту от врага, ради многих жертв, принесённых для завоевания гражданской свободы, ради спасения ваших собственных семейств, ради счастья Родины оставьте в это великое историческое время всякие распри и несогласия, объединитесь в братской любви на благо Родины, доверьтесь Временному правительству; все вместе и каждый в отдельности приложите все усилия, чтобы трудами и подвигами, молитвою и повиновением облегчить ему великое дело водворения новых начал государственной жизни и общим разумом вывести Россию на путь истинной свободы, счастья и славы. 

Святейший Синод усердно молит Всемилостивого Господа, да благословит Он труды и начинания Временного правительства, да даёт ему силу, крепость и мудрость, а подчинённых ему сынов великой Российской державы да управит на путь братской любви, славной защиты Родины от врага и безмятежного мирного устроения.
Смиренный Владимир, митрополит Киевский

Смиренный Макарий, митрополит Московский

Смиренный Сергий, архиепископ Финляндский

Смиренный Тихон, архиепископ Литовский

Смиренный Арсений, архиепископ Новгородский

Смиренный Михаил, архиепископ Гродненский

Смиренный Иоаким, архиепископ Нижегородский

Смиренный Василий, архиепископ Черниговский

Протопресвитер Александр Дёрнов

Реакция Русской православной церкви на революцию была сложной. Последние годы существования монархии настроили высших иерархов Церкви негативно по отношению к личности Распутина Г. Е.. Епископ Таврический и Симферопольский Феофан и митрополит Санкт-Петербургский и Ладожский Антоний отрицательно высказываются о Распутине. Схиархимандрит Гавриил (Зырянов), старец Седьмиезерной пустыни, даже высказался о Распутине так: «убить его, что паука — сорок грехов простится».
Распутин, начиная с 1912 года, активно вмешивался в деятельность Священного Синода и в процесс назначения епископов, в частности, удалив своего бывшего сторонника епископа Саратовского и Царицынского Гермогена (по некоторым источникам, конфликт даже дошёл до драки) и, наоборот, приблизив митрополита Московского Макария, митрополита Петроградского и Ладожского Питирима, архиепископа Тобольского и Сибирского Варнаву. После отставки в 1915 году обер-прокурора Синода Саблера В. К. новый обер-прокурор Самарин А. Д. вскоре также увольняется из-за конфликта с Распутиным.
Митрополит Питирим, как имевший репутацию «распутинца», был арестован уже во время Февральской революции и лишён своей кафедры, митрополиты Макарий и Варнава постановлением Синода уволены.
7 марта 1917 года были внесены изменения в текст государственной присяги для лиц христианских исповеданий; в присягу было включено обязательство «служить Временному правительству». 9 марта из традиционной формулы «За веру, царя и отечество» было убрано упоминание царя.
9 марта Синод выпустил послание «К верным чадам Православной Российской Церкви по поводу переживаемых ныне событий», также признавшее Временное правительство. Генерал Деникин А. И. в своих воспоминаниях охарактеризовал это послание как «санкционировавшее совершившийся переворот». В целом, Церковь приходит к точке зрения, что, раз уж Николай II отрёкся от престола, а великий князь Михаил Александрович признал Временное правительство, то и Церкви стоит тоже его признать. В десятых числах марта духовенство РПЦ само принесло присягу на верность Временному правительству и в дальнейшем участвовало в таком же присягании чинов армии и флота.
11 марта 1917 года духовенство РПЦ устанавливает форму присяги для членов Временного правительства, которые и приводятся к такой присяге 15 марта. Формула торжественного обещания включала в себя клятву «…пред Всемогущим Богом и своею совестью служить верою и правдою народу Державы Российской … всеми предоставленными мне мерами подавлять всякие попытки, прямо или косвенно направленные к восстановлению старого строя…принять все меры для созыва в возможно кратчайший срок…Учредительного Собрания, передать в руки его полноту власти».
Однако, с другой стороны, подобное «переприсягание» сбило с толку как часть паствы, так и определённую часть духовенства, рассматривавшую ситуацию в стране как «междуцарствие». Исследователь Михаил Бабкин приводит, как характерное, письмо в Святой Синод группы лиц, подписавшихся как «православные христиане», и просивших разъяснить им, «как быть со старой присягой и с той, которую принимать заставят? Какая присяга должна быть милее Богу, первая, аль вторая?». В целом позиция Церкви в какой-то мере выбила почву из-под ног монархических движений, лишив их идеологической поддержки.
14 (27) апреля 1917 года Временное правительство распускает старый состав Синода, стремясь очистить его от «распутинцев». Из старого состава остался только архиепископ Финляндский и Выборгский Сергий.
Церковь видит в падении монархии повод перейти от синодального устройства к патриаршему. С апреля РПЦ начинает готовиться к проведению Поместного Собора, начавшего свою работу в августе 1917 года, в августе упраздняется пост обер-прокурора Синода. В феврале 1918 года синодальное устройство ликвидировано окончательно. В целом, современники воспринимали Поместный собор как церковный аналог Учредительного собрания.
Впервые Церковь поставила вопрос о созыве Поместного собора во время революции 1905 года. Николай II согласился на созыв Собора и санкционировал образование Предсоборного присутствия, работавшего в январе — декабре 1906 года. Однако в 1907 году решение о созыве Собора было «отложено». В 1912 году Синод вновь созвал Предсоборное совещание, но созыв Собора царём санкционирован не был.

## Эсеры в 1917 году

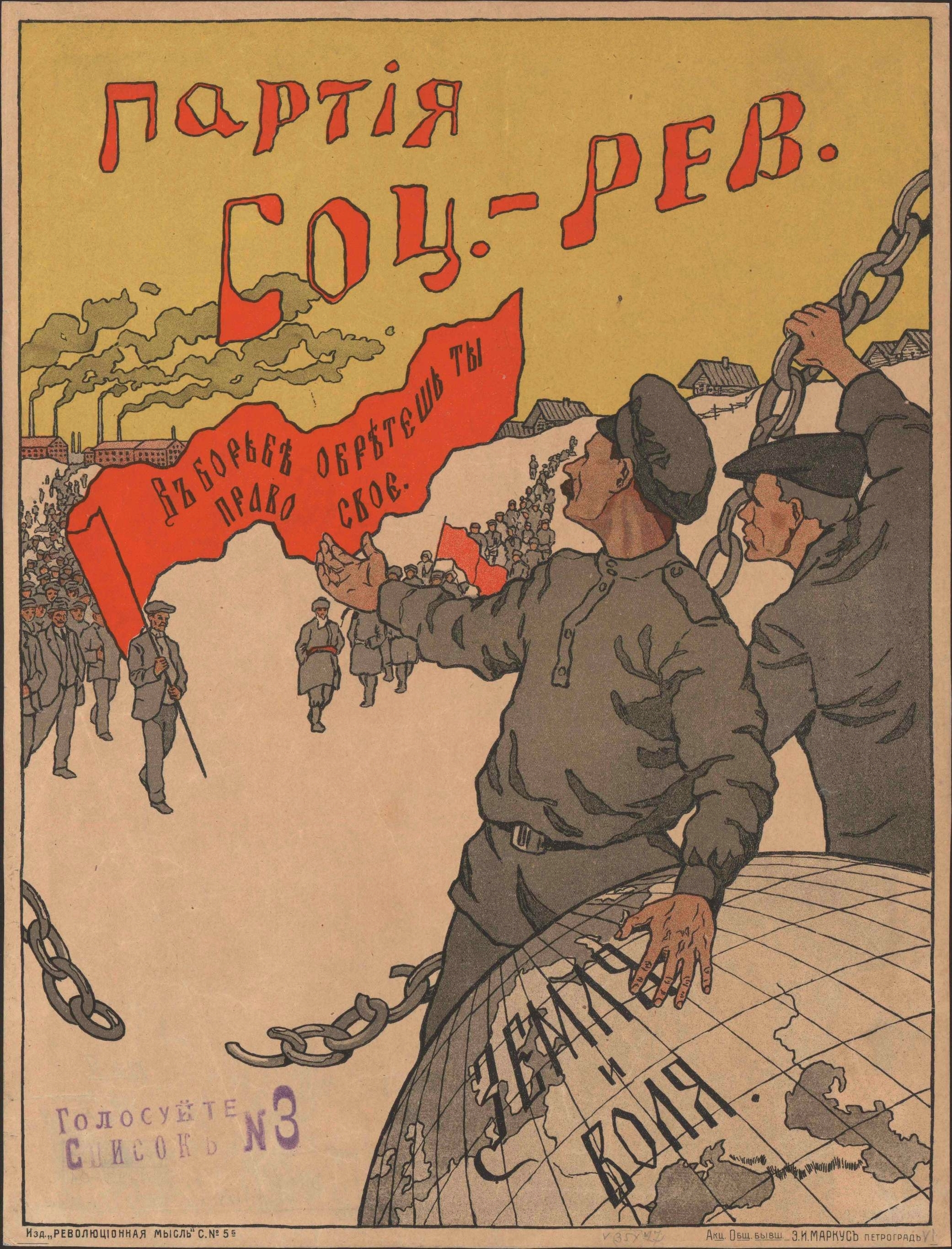
Предвыборный плакат партии эсеров, 1917 год.

На весну 1917 года наиболее влиятельной социалистической партией являлись эсеры, до 1917 года занимавшиеся активной террористической деятельностью против самодержавия. Эта партия придерживалась теории «крестьянского социализма», считавшей, что в России, как в аграрной стране, «социализм» должен произрастать в первую очередь из деревни с её общинными традициями. Эсеровский лозунг «социализации земледелия» соответствовал чаяниям основной массы крестьянства, ждавшей «чёрного передела» помещичьей земли.
В период 1909—1916 годов партия эсеров приходит в упадок вследствие её разгрома царской полицией. Одним из особенно сильных ударов по партии стала деятельность разоблачённого в 1908 году полицейского провокатора Азефа, который смог стать даже руководителем эсеровской Боевой организации и одним из организаторов такого громкого теракта, как ликвидация великого князя Сергея Александровича. Однако Февральская революция превращает эсеров в одну из основных политических партий в стране. Эсеровская газета «Дело народа» издаётся тиражом 300 тыс. экз. Всего в 1917 году издаётся до сотни эсеровских изданий.
К началу лета 1917 года численность эсеров доходит до 800 тыс. чел., к концу — до 1 млн чел. Формируются 436 организаций на местах, располагавшихся в 62 губерниях, а также на фронтах и флотах. Однако за всю историю партии проводится всего четыре её съезда, на 1917 год партия так и не приняла постоянного устава; с 1906 года продолжает действовать Временный организационный устав с поправками. В 1909 году партия приняла решение о введении обязательной уплаты членских взносов, но это решение так и не стало общепринятым.
Быстрый рост партии в сочетании с рыхлой её структурой приводит к сильному разброду в социальном составе и политических убеждениях. В эсеровскую партию иногда вступают целыми деревнями, полками и фабриками люди самого разного положения, зачастую имевшие слабое представление о самой партии и об её идеологии. Уже к лету 1917 года руководство партии эсеров начинает отмечать массовое вступление карьеристов в ставшую влиятельной с февраля 1917 года партию и высказывает сомнения в качестве «мартовских» эсеров. После прихода большевиков к власти 25 октября 1917 года «мартовские» эсеры, вступившие в партию в карьеристских целях, неожиданно для себя оказываются в оппозиции. Начинается лавинообразный исход из этой партии, который заканчивается в начале 1918 года.
К осени 1917 года эсеры фактически распадаются на три партии (левые, центристы и правые), образовавшие параллельные партийные структуры. Умеренным течением стали правые эсеры (Керенский А. Ф., Савинков Б. В., Авксентьев Н. Д., Брешко-Брешковская Е. К.), близкие по взглядам к «трудовикам». Они полагали лозунг Ленина о социалистической революции преждевременным, и принимали широкое участие в деятельности Временного правительства. Из эсеров-центристов, доминировавших в партии вплоть до её распада, можно выделить Маслова С. Л. и основного эсеровского идеолога Чернова В. М.
В то же время в партии выделяется и радикальное течение (Спиридонова М. А., Камков Б. Д., Саблин Ю. В.). На III Съезде партии с.-р. в конце мая — начале июня 1917 года левое крыло образует свою фракцию и обвиняет ЦК в «перемещении центра опоры партии на слои населения, по классовому характеру своему или уровню сознательности не могущие быть действительной поддержкой политики истинного революционного социализма», требует передачи земли крестьянам, передачи власти Советам, отказа от подготовки июньского наступления 1917 года. ЦК запрещает им выступать от имени партии с критикой решений её III Съезда. К сентябрю левые эсеры начинают доминировать в партийных организациях Петрограда, Гельсингфорса и Воронежа, причём в петроградской организации они составляют до 40 тыс. чел. из 45 тыс. В октябре 1917 года выделение левых эсеров в отдельную партию окончательно оформляется после резких конфликтов с центристским ЦК: левые эсеры поддерживают большевиков в Предпарламенте, на Северном областном Съезде Советов, входят в фактически руководивший восстанием ВРК Петросовета, поддерживают большевиков на историческом II Всероссийском Съезде Советов рабочих и солдатских депутатов.
Раскол эсеров становится необратимым после Октябрьского вооружённого восстания в Петрограде 25 октября 1917 года: 29 октября ЦК с.-р. исключает из партии своё левое крыло, 30 октября распускает петроградскую, гельсингфорсскую и воронежскую партийные организации. В ответ на это левые эсеры немедленно начали формировать собственные партийные структуры, назначив на 17 ноября отдельный от центристов съезд.

## Меньшевики в 1917 году

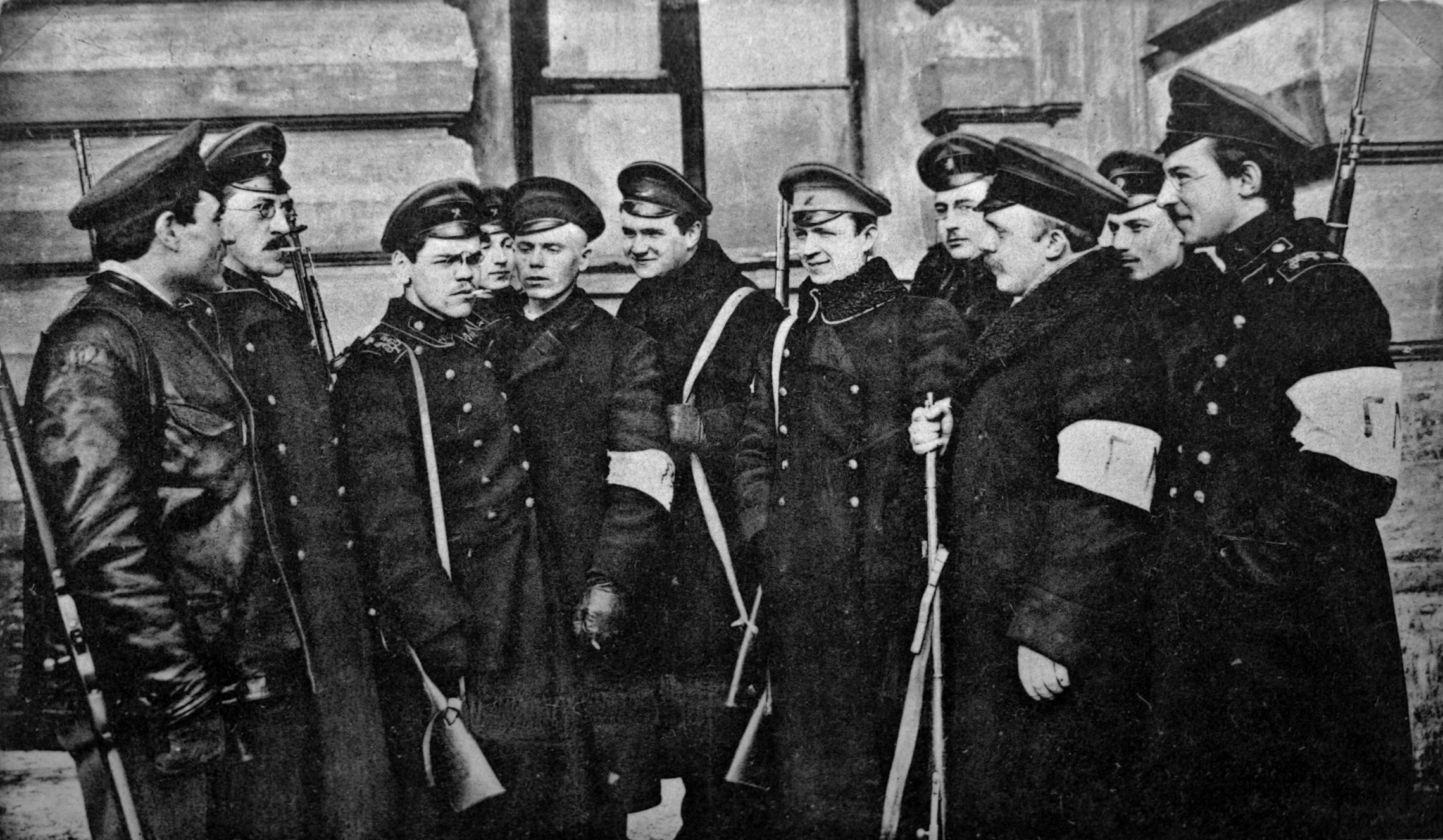
Студенты, члены народной милиции. Март 1917 года.

Меньшевики являлись сторонниками марксизма и социалистической революции, однако отвергали взгляд Ленина и Троцкого на буржуазно-демократическую революцию в России как возможный пролог к революции в Германии и далее социалистической мировой. Недостатком меньшевиков в политической конкурентной борьбе были нерешительность и аморфная организационная структура; большевики противопоставляли ей жёсткую централизованную организацию во главе с харизматичным лидером.
Основы раскола социал-демократов на большевистскую и меньшевистскую фракции закладываются ещё на II съезде РСДРП 1903 года из-за разных формулировок об организации партии: большевики во главе с Лениным требовали от членов партии «личного участия», а меньшевики — «личного содействия». Разница в формулировках обозначила разные подходы к партстроительству: если последователи Ленина настаивали на формировании жёсткой централизованной организации, организации «профессиональных революционеров», то меньшевики — на свободной ассоциации.
Ожесточённая фракционная борьба в рамках пока ещё единой РСДРП растянулась на много лет. В 1905 году большевики и меньшевики проводили параллельные съезды, большевики в Лондоне, а меньшевики в Женеве. На IV съезде РСДРП (1906) в Стокгольме большевики, несмотря на своё название, оказались в меньшинстве. В 1912 году прошли параллельные партконференции: большевистская в январе в Праге, и меньшевистская в Вене в августе, причём обе стороны считали свои конференции общепартийными. Меньшевистский Августовский блок 1912 года в Вене продемонстрировал, что партия уже представляет собой пёструю мозаику из враждующих друг с другом фракций.
В августе 1917 года меньшевики собирают так называемый Объединительный съезд РСДРП, на котором принимают решение о переименовании своей партии на РСДРП (объединённая). На деле воссоединения большевиков и меньшевиков в единую партию не произошло, вместо этого сами меньшевики раскололись на четыре фракции, «крайних оборонцев», «революционных оборонцев», интернационалистов-мартовцев и интернационалистов-«новожизненцев» (от названия газеты «Новая жизнь»). Последняя фракция в сентябре 1917 выделилась в самостоятельную партию РСДРП (интернационалистов). Кроме того, отделилась фракция «Единство» во главе с Плехановым.
Основным поводом для внутри-меньшевистских расколов стал вопрос о мире, разделивший партию на «оборонцев», отстаивавших идею т. н. «революционного оборончества» («война до победного конца»), и «интернационалистов», склонявшихся к позиции большевиков.
Политические платформы «меньшевиков-интернационалистов» («мартовцев») и «внефракционых объединённых социал-демократов» («новожизненцев», РСДРП(и)) были близки к большевистской платформе. Обе фракции (партии) были представлены в после-октябрьских составах ВЦИК, хотя и незначительным меньшинством. РСДРП(и), хотя и не приняла Октябрьскую революцию, с 1918 года стала вновь сближаться с большевиками и, после растянувшихся на несколько лет переговоров, в 1920 году окончательно вошла в состав РКП(б).
В целом все меньшевистские фракции, как «левые», так и «правые», отказались поддерживать Октябрьское вооружённое восстание в Петрограде, охарактеризовать его, как установление «большевистской диктатуры» путём «военного заговора». Меньшевики демонстративно бойкотировали II Съезд Советов рабочих и солдатских депутатов, отказались принять участие в формировании нового правительства.

## Большевики

### Программа партии
1. Мнение о Первой Мировой войне. Большевики считали Первую Мировую войну империалистической и захватнической и призывали народ восстать против правительства. «Превратить войну империалистическую в войну гражданскую».
2. Решение крестьянского вопроса. Большевики не занимались решением крестьянского вопроса, они были согласны с позицией Партии социалистов-революционеров.
3. Решение рабочего вопроса. Сокращение рабочего дня до 8 часов, сокращение рабочего дня детей до 6 часов, свобода стачек и забастовок.
4. Решение национального вопроса. Большевики стремились уравнять все народы бывшей Российской империи. Это привело к национальной вражде, получению автономии территориями Финляндии, Украины.

### В начале 1917 года
Февральская революция 1917 года застаёт врасплох большевистскую партию. Как указывают исследователи Ричард Пайпс и Восленский М. С., Ленин ещё в январе 1917 года, в эмиграции, выступая перед молодыми швейцарскими социалистами, заявляет: «Мы, старики, может быть, не доживём до решающих битв этой грядущей революции. Но я могу, думается мне, высказать с большой уверенностью надежду, что молодёжь… будет иметь счастье не только бороться, но и победить в грядущей пролетарской революции». Находившийся перед революцией непосредственно в Петрограде руководитель Русского бюро ЦК РСДРП(б) Шляпников А. Г. отмечал, что «все политические группы и организации подполья были против выступления в ближайшие месяцы 1917 года».
В таком же духе выражается и лидер кадетов Милюков П. Н., отметивший, что «январь и февраль [перед революцией] 1917 года прошли как-то бесцветно». Эсеровский боевик Мстиславский С. Д. отметил, что революция застала революционеров спящими, «как евангельских неразумных дев». По выражению Шульгина В. В., «революционеры ещё не готовы, но революция готова».
Партия большевиков была запрещена в 1914 году, большевистская фракция Государственной думы арестована. Во время Февральской революции в Петрограде не было ни одного из членов ЦК РСДРП(б) — все они находились в ссылке либо эмиграции.
Полицейским удалось внедрить в ряды большевиков ряд провокаторов. Провокатору Р. Малиновскому даже удалось стать членом ЦК и в 1913 году председателем большевистской фракции в Думе, но в 1914 году он под угрозой разоблачения бежал из России. Одним из последних разоблачённых провокаторов был член Петроградского комитета РСДРП(б) Шурканов, во время Февральской революции призывавший большевиков к активным действиям. Ричард Пайпс также указывает, что полиции удалось внедрить своих агентов даже в газету «Правда»; все статьи Ленина в «Правде» вплоть до июля 1914 года перед своим опубликованием просматривались полицией. В 1913 году главным редактором «Правды» являлся провокатор Мирон Черномазов (Н. Лютеков, «Москвич»).
Руководство партией (Заграничное бюро ЦК) находилось в эмиграции, в России нелегально действовало Русское бюро ЦК, состав которого постоянно менялся вследствие арестов.
Во время событий последний царский министр внутренних дел Протопопов А. Д. арестовал находившихся в Петрограде членов Петроградского комитета РСДРП(б), в связи с чем роль большевиков в произошедшем восстании была незначительной, а их влияние во вновь образованном Петросовете — минимальным.
Сразу после Февральской революции большевики являлись третьей по влиятельности партией среди социалистов, насчитывая всего лишь около 24 тыс. членов (в Петрограде — только 2 тыс.) и составляли меньшинство в Советах. Хотя советская историография относит выделение большевиков в самостоятельную партию к 1912 году, на деле на момент Февральской революции размежевание с меньшевизмом ещё не было завершено. Многие социалисты считали раскол РСДРП на фракции большевиков и меньшевиков временным явлением; до 1913 года большевики и меньшевики даже были представлены в Госдуме одной социал-демократической фракцией.
Социал-демократическая фракция «межрайонцев» отстаивала восстановление единой РСДРП; в 54 из 68 губернских городов России на март-апрель 1917 существовали совместные большевистско-меньшевистские организации РСДРП. На I Съезде Советов рабочих и солдатских депутатов в июне 1917 года 73 делегата заявили свою партийную принадлежность, как внефракционные социал-демократы.
Буквально за несколько дней до прибытия Ленина из эмиграции, Всероссийское совещание большевиков 28 марта в Петрограде обсуждает возможность воссоединения с меньшевиками в единую партию, причём Сталин замечает, что «объединение возможно по линии Циммервальда-Кинталя».
На I Съезде Советов (июнь 1917) большевики получают всего 12 % мандатов. Однако уже на этом съезде в ответ на заявления меньшевика Церетели о том, что «В настоящий момент в России нет политической партии, которая говорила бы: дайте в наши руки власть, уйдите, мы займём ваше место», Ленин с места заявляет: «Есть такая партия!».
Из дневников Николая II видно, что он ещё в мае 1917 года смутно представлял себе, чем большевики отличаются от остальных революционеров. В записи от 1 мая отмечено, что Совет подвергается атаке «ещё каких-то организаций гораздо левее». Троцкий Л. Д. в своей работе «История русской революции» отмечает, что в начале 1917 года «большевики были мало известны».

### Рост влияния
Численность членов большевиков возрастает от 24 тыс. в феврале 1917 до 240 тыс. в июне, 350 тыс. к октябрю. Восленский М. С. обращает внимание, что, в противовес эсерам, ориентировавшимся на крестьянское большинство, большевики объявили своей главной опорой заводских рабочих, не таких многочисленных, но лучше организованных и более дисциплинированных: «опыт „Земли и Воли“ показал, что надежда на крестьянство как на главную революционную силу себя не оправдала. Горстка революционной интеллигенции была слишком малочисленна, чтобы без опоры на какой-то крупный класс перевернуть махину царского государства…Таким крупным классом в России в тех условиях мог быть только пролетариат, численно быстро возраставший на рубеже XIX и XX веков. … Попытка народников опереться на большинство населения — крестьянство — провалилась, поэтому ленинцы ориентируются на меньшинство, но зато организованное и дисциплинированное, — на рабочий класс, чтобы его руками захватить себе власть». В начале 1917 года большевики не являлись сторонниками «социализации земли» (то есть раздачи всей земли непосредственно крестьянским общинам), отстаивая принцип «национализации земли» (то есть передачи всей земли в собственность государства).

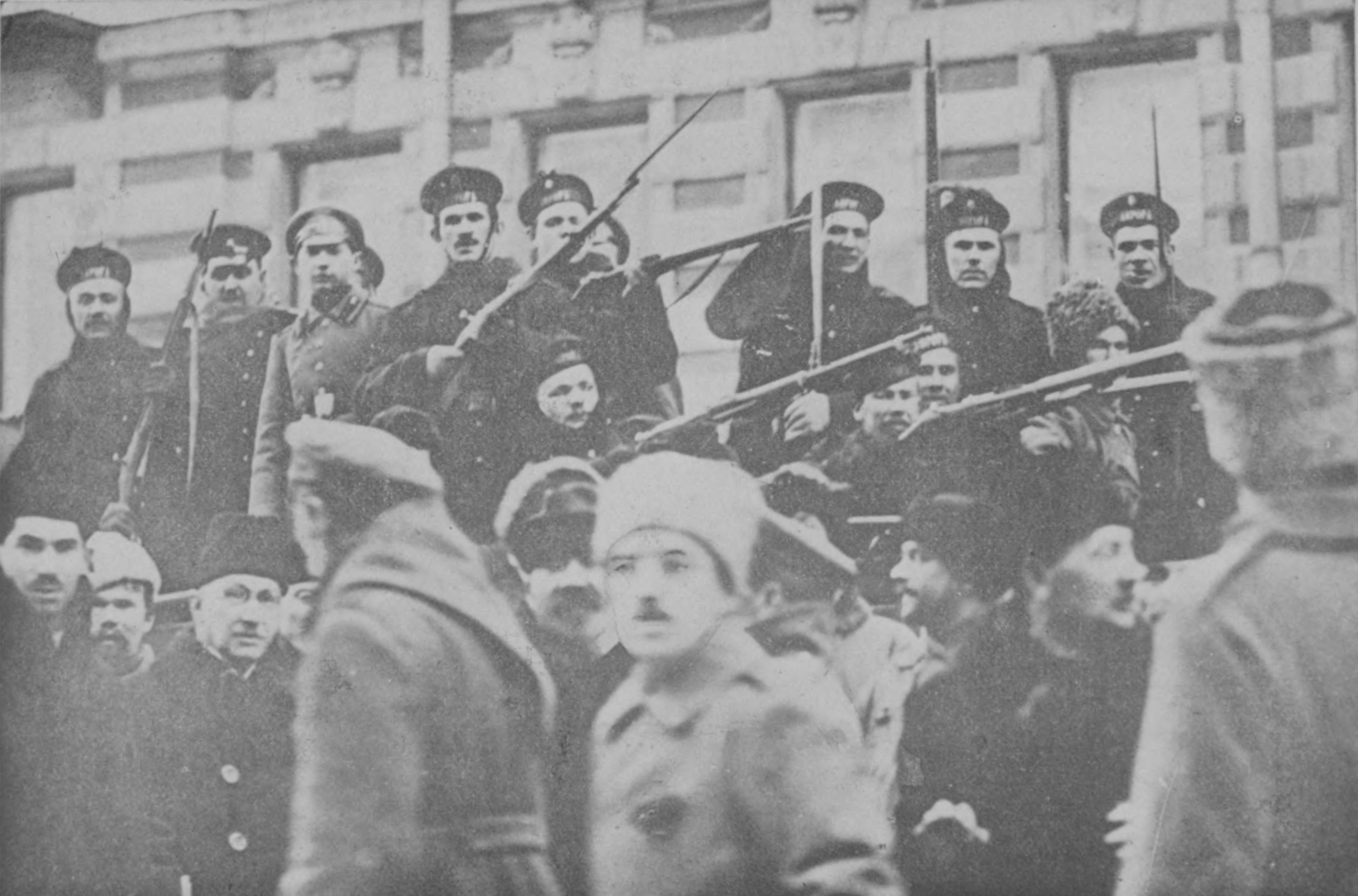
Революционные балтийские матросы, 1917 год

Большевики выдвигают ряд популистских лозунгов, среди которых ключевым стало требование немедленного сепаратного мира с Германией («демократический мир без аннексий и контрибуций»), привлёкший на их сторону колеблющиеся массы солдат и матросов. Симпатии рабочих были привлечены поддержкой «рабочего контроля» над производством и фабрично-заводских комитетов. К осени 1917 года большевики также фактически отказываются от лозунга «национализации земли» и «перехватывают» эсеровский лозунг её «социализации» (то есть раздачи крестьянам).
Большевистский Декрет о земле, принятый одним из первых после прихода к власти, на деле осуществлял эсеровскую программу. По словам Ленина, большевики приняли «постановления народных низов, хотя мы с ними были не согласны». Особенно сильно повлияла на Ленина публикация эсерами на I Всероссийском Съезде Советов крестьянских депутатов в августе 1917 года сводного крестьянского наказа, обобщённого из 242 наказов. Сводный наказ прямо требовал «уравнительно-трудового» распределения между крестьянами помещичьей земли, за исключением лишь нескольких «высококультурных бывших помещичьих хозяйств». Уже зачитывая на II Всероссийском Съезде Советов рабочих и солдатских депутатов Декрет о земле, Ленин в своём докладе заявил:

Здесь раздаются голоса, что сам декрет и наказ составлен социалистами-революционерами. Пусть так. Не все ли равно, кем он составлен, но, как демократическое правительство, мы не можем обойти постановление народных низов, хотя бы мы с ним были несогласны. В огне жизни, применяя его на практике, проводя его на местах, крестьяне сами поймут, где правда. И если даже крестьяне пойдут и дальше за социалистами-революционерами и если они даже этой партии дадут на Учредительном собрании большинство, то и тут мы скажем: пусть так. Жизнь — лучший учитель, а она укажет, кто прав, и пусть крестьяне с одного конца, а мы с другого конца будем решать этот вопрос.

Фактически крестьяне уже приступили к массовым самозахватам земли с апреля 1917 года; Временное правительство было неспособно остановить этот процесс. При этом взятый большевиками курс на немедленное построение «социализма» в целом в 1917 году был непонятен «массам».
К ноябрю 1917 года более энергичные и лучше организованные большевики оттесняют другие социалистические партии. Влияние большевиков становится преобладающим в Советах больших промышленных городов, на фронтах и флотах (первую очередь, на Северном и Западном фронтах и на Балтийском флоте). В Петросовете большевики занимают в сентябре-октябре 1917 года до 90 % мест. В то же время популярность большевиков в маленьких городах остаётся незначительной, а в деревнях доминируют эсеры.
К октябрю 1917 года численность партии большевиков доходит до 350 тыс., меньшевиков — до 200 тыс.
Структура большевистской партии в 1917 году отличалась значительной гибкостью. После возвращения Ленина из эмиграции в апреле 1917 года были упразднены Заграничное бюро и Русское бюро ЦК, ставшие бессмысленными в связи с легализацией партии, образованы Военная организация ЦК и Секретариат ЦК, а также Бюро печати.
В августе в структуре партии появились национальные секции, в первую очередь, литовские и еврейские, образована группа для руководства профсоюзным движением, муниципальная группа при ЦК. В августе образовано Политбюро, однако основным центром принятия решений в октябре-декабре 1917 года оставалось ЦК. Состав ЦК РСДРП(б), принявший решение о вооружённом восстании, был избран в составе 21 человека на VI Съезде РСДРП(б) 26 июля — 3 августа 1917 года.
Состав ЦК РСДРП(б), принявший решение о вооружённом восстании в октябре 1917 года, был избран на VI съезде РСДРП(б), проходившем 26 июля (8 августа) — 3 (18) августа 1917 года. Историческое решение о восстании было принято на заседании 10 (23) октября голосованием, 10 голосов против 2 (Каменев и Зиновьев). Принятое решение подтверждено на расширенном заседании ЦК 16 октября.
Образовано несколько структур для руководства восстанием: Политическое бюро (10 октября), Военно-революционный комитет Петросовета (12 октября), Военно-революционный центр (16 октября). В отличие от Политического бюро и Военно-революционного центра, бывших учреждениями РСДРП(б), Военно-революционный комитет являлся учреждением Петросовета, то есть советским, а не партийным органом. Политбюро, впервые организованное 10 (23) октября 1917 года, на тот момент отнюдь не имело такой власти, какую этот орган получил в последние десятилетия существования СССР; Политбюро стало постоянным органом только с 1919 года.
| Члены ЦК                                   | Члены ЦК       | Члены ЦК |
| ФИО                                        | Национальность | Возраст  |
| ------------------------------------------ | -------------- | -------- |
| Сергеев Ф. А. («товарищ Артём»)            | русский        | 34       |
| Берзин Я. К. (настоящее имя Петерис Я. К.) | латыш          | 28       |
| Бубнов А. С.                               | русский        | 33       |
| Бухарин Н. И.                              | русский        | 29       |
| Дзержинский Ф. Э.                          | поляк          | 40       |
| Зиновьев Г. Е. (Апфельбаум)                | еврей          | 34       |
| Каменев Л. Б. (Розенфельд)                 | еврей          | 34       |
| Коллонтай А. М. (Домонтович)               | украинка       | 45       |
| Ленин В. И.                                | русский        | 47       |
| Милютин В. П.                              | русский        | 33       |
| Муранов М. К.                              | украинец       | 44       |
| Ногин В. П.                                | русский        | 39       |
| Рыков А. И.                                | русский        | 36       |
| Свердлов Я. М.                             | еврей          | 32       |
| Смилга И. Т.                               | латыш          | 24       |
| Крестинский Н. Н.                          | украинец       | 34       |
| Сокольников Г. Я. (Бриллиант)              | еврей          | 29       |
| Сталин И. В. (Джугашвили)                  | грузин         | 39       |
| Троцкий Л. Д. (Бронштейн)                  | еврей          | 38       |
| Урицкий М. С.                              | еврей          | 44       |
| Шаумян С. Г.                               | армянин        | 39       |

| Кандидаты в члены ЦК        | Кандидаты в члены ЦК | Кандидаты в члены ЦК |
| ФИО                         | Национальность       | Возраст              |
| --------------------------- | -------------------- | -------------------- |
| Джапаридзе П. А.            | грузин               | 37                   |
| Иоффе А. А.                 | еврей                | 35                   |
| Киселёв А. С.               | русский              | 38                   |
| Ломов (Оппоков) Г. И.       | русский              | 29                   |
| Оболенский (Осинский) В. В. | русский              | 30                   |
| Преображенский Е. А.        | русский              | 31                   |
| Скрипник Н. А.              | украинец             | 45                   |
| Стасова Е. Д.               | русская              | 44                   |
| Теодорович И. А.            | поляк                | 42                   |
| Яковлева В. Н.              | русская              | 32                   |

После прихода большевиков к власти структура их партии продолжала изменяться; число разнообразных национальных секций в марте 1918 года дошло до девяти, включая секции чехословацкую и англо-американскую. Образованы такие организации, как Бюро работниц, Оргбюро.

### Анализ состава партий
Журавлёв В. В. обращает внимание на сравнение состава таких партий, как большевики и кадеты:
- Большевики:
  - Возрастной состав: около половины от 26 до 35 лет, каждый пятнадцатый моложе 26 лет. По состоянию на 1907 год средний возраст большевиков был даже менее 30 лет[23].
  - Социальный состав: каждый третий из низов города и деревни, каждый второй — из средних слоёв провинциальных городов, каждый четвёртый — из нестоличной элиты. Около 36 % — рабочие.
  - Данные, собранные мандатной комиссией V съезда РСДРП о делегатах-большевиках. Русских среди 105 большевиков было почти 80 %. Рабочие составляли 36 %, литераторы и представители других свободных профессий — 27 %, торгово-промышленные служащие — 11 % и т. д. Высшее образование имели 20 % большевистских делегатов, среднее — 32 %, низшее — 37 %, домашнее — 2 %> самоучками объявили себя 9 %. Средний возраст делегата-большевика был меньше 30 лет[24].
- Кадеты:
  - Возрастной состав: каждый пятнадцатый в возрасте 31-35 лет, основная масса гораздо старше. Каждый третий — более 52 лет.
  - Социальный состав: в основном элита крупных городов.
  - Национальный состав: русские («великороссы») — 88 %, евреи — 6 %.
- Меньшевики[25]:
  - Социальный состав: радикальная интеллигенция, «рабочая аристократия».
  - Национальный состав (данные на 1907 год): 34 % русских, 29 % грузин, 23 % евреев. Среди меньшевиков отмечается необычно высокий процент грузин, из значимых меньшевиков можно выделить Чхеидзе Н. С., председателя исполкома Петросовета в его первом составе, и Церетели И. Г., члена первого состава исполкома Петросовета и министра почт и телеграфов во втором составе Временного правительства.

На 1914 год 27 из 32 членов ЦК партии кадетов были потомственными дворянами (в том числе 2 — титулованными), 1 — личным дворянином, 2 — потомственными почётными гражданами, 1 — мещанином, 1 — «инородцем» (иудеем). 13 членов ЦК были землевладельцами, 6 имели своё предприятие или состояли членами правлений и советов различных экономических обществ. По профессиональной принадлежности 19 членов ЦК были земскими деятелями, 11 обладали учёными степенями, 6 являлись адвокатами, 1 — инженером. К числу постоянных деятелей кадетской партии относились Милюков П. Н., относившиеся к роду Рюриковичей князья Пётр и Павел Долгоруковы, князь Шаховской Д. И., князь Оболенский В. А., академик Вернадский В. И., профессора Муромцев С. А., В. М. Гессен, Л. И. Петражицкий, С. А. Котляровский.
ЦК партии кадетов, избранный в мае 1917 года, состоял из 66 человек, в том числе 5 князей, одного барона, одной графини, нескольких крупных банкиров и промышленников, около 20 профессоров и т. д. По воспоминаниям Тырковой А. В., «Молодёжи у нас почти не было…Многие кадетские профессора пользовались исключительной популярностью, но студенты в профессорскую партию не шли. Только в немногих высших школах были студенческие кадетские группы. Студенту надо было иметь и мужества, чтобы в студенческой среде проповедовать кадетизм. Для молодёжи мы были слишком умеренны».
По данным, которые приводит Ричард Пайпс, на 1907 год 38 % большевиков и 26 % меньшевиков составляли крестьяне, причём живущие не в деревнях, а деклассированные элементы, подавшиеся в город. Основную поддержку Ленин получал от губерний Центральной России, в то время как меньшевики были наиболее популярны в Грузии.
Другими особенностями партии большевиков являлись низкий уровень образования (только каждый пятый — высшее и каждый четвёртый — неполное высшее), среди большевистских верхов отмечается необычно большая доля воспитывавшихся в детстве без отцов (37 %).
Исследователь Вадим Кожинов, проанализировав национальный состав ЦК большевистской партии в период 1917—1922, насчитывает в нём 27 русских, 10 евреев и 11 лиц прочих национальностей (латыши, поляки, грузины, армяне и др.).
Другим способом сравнить состав партий является анализ возрастного, образовательного и национального состава депутатов Учредительного собрания по фракциям. Такой анализ показывает, что средний возраст фракции большевиков был наименьшим и составлял 34 года. В то же время средний возраст фракции эсеров составлял 37 лет, меньшевиков — 42, а кадетов — 48 лет. Уровень образования также сильно отличается по фракциям: наибольшим он был у кадетов (до 100 % с высшим образованием). Среди эсеровских депутатов Учредительного собрания высшее и незаконченное высшее образование имели 66 % человек, у большевиков — 54 % (32 % высшее, 22 % — незаконченное высшее).
По национальному составу Учредительного собрания самой разнородной являлась фракция большевиков, в которой 54 % составили русские, 23 % евреи, по 6,5 % поляки и прибалты. В эсеровской фракции русские составляли 72 %, евреи — 14 %.
По воле тиранов друг друга терзали народы,

Ты встал, трудовой Петербург,

И первый начал войну всех угнетённых

Против всех угнетателей,

Чтобы тем убить самое семя войны

Не жертвы - герои лежат под этой могилой

Не горе а зависть рождает судьба ваша в сердцах

Всех благодарных потомков в красные страшные дни

Славно вы жили и умирали прекрасно.
Владимиру Ленину в 1917 году было 47 лет, как видно из приведённых данных, он был заметно старше основной массы большевиков. В этой среде неудивительно появление одного из псевдонимов Ленина — «Старик», которым он, впрочем, начинает пользоваться ещё с 1901—1909 годов. Некоторые исследователи упоминают также псевдоним Ленина — «Борода».

### «Демократический централизм»
Одной из особенностей большевиков стала жёсткая организация, основанная на принципе демократического централизма, предложенного Лениным в теоретической работе 1902 года «Что делать?». Разработанные Лениным принципы построения большевистской партии означали строгую дисциплину, подчинённость низших высшим и обязательность выполнения принятых решений, что описывалось, как «партия нового типа».
Роза Люксембург в своей статье в газете «Искра» от 10 июля 1904 года описывает ленинский подход следующим образом: «точка зрения Ленина — есть точка зрения беспощадного централизма… По этому взгляду, ЦК, например, имеет право организовывать все местные комитеты партии и, следовательно, определять личный состав каждой отдельной местной организации, давать им готовый устав, безапелляционно распускать их и вновь создавать и в результате, таким образом, косвенно влиять на состав самой высшей партийной инстанции — съезда. Таким образом, ЦК является единственным, действительно активным ядром партии, все же остальные организации — только его исполнительными органами».

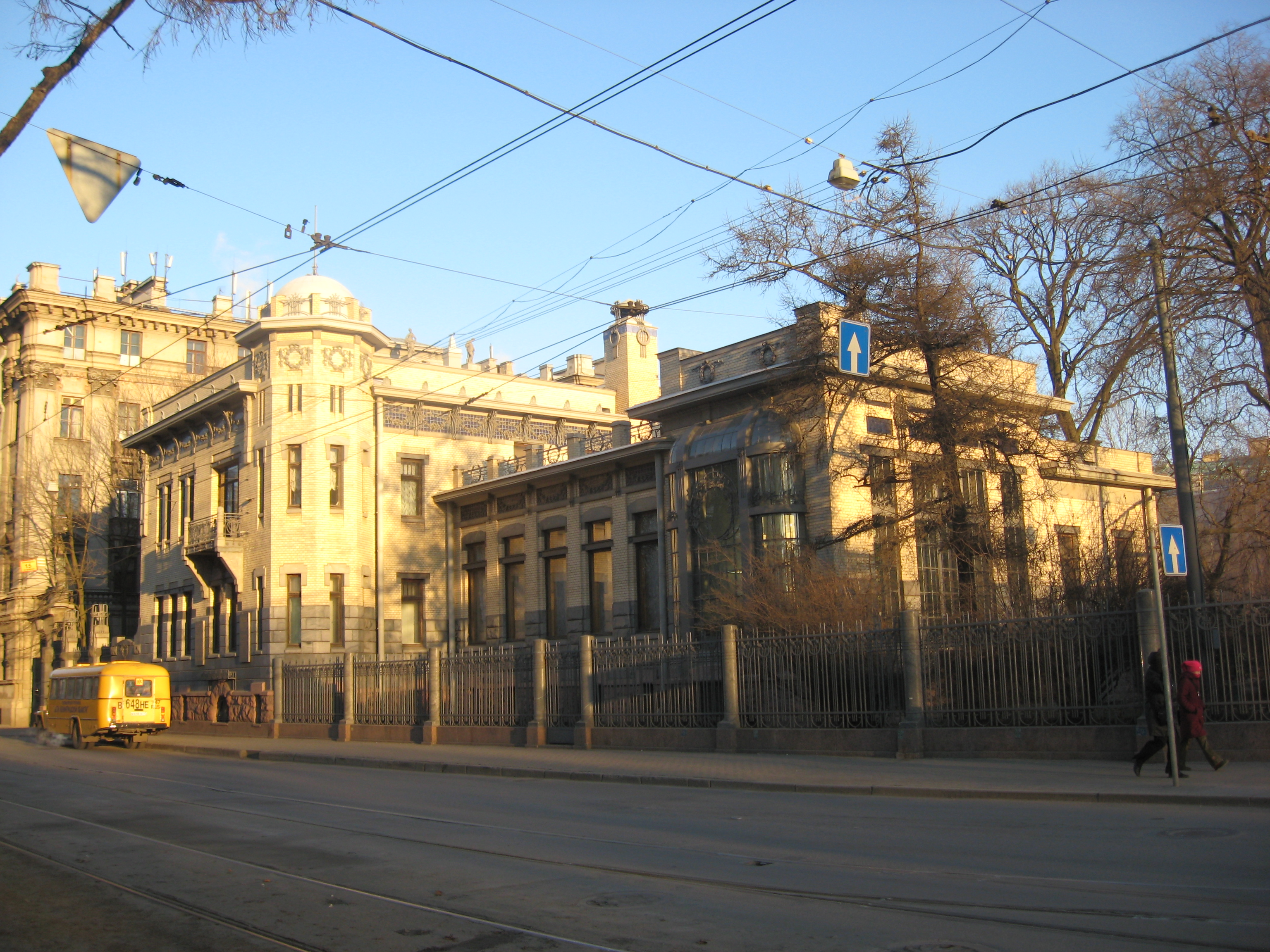
Особняк Кшесинской, резиденция большевиков в марте-июле 1917 года.

По заявлению Троцкого в августе 1904 года, «Во внутренней партийной политике эти методы Ленина приводят к тому что… Цека замещает партийную организацию и, наконец, диктатор заменяет собой Цека». Один из основателей российского марксизма, меньшевик Аксельрод П. Б., выразился ещё грубее, назвав ленинскую организацию «упрощённой копией … бюрократическо-самодержавной системы … министра внутренних дел». Исследователь Восленский М. С. называет подобную организацию «революционной „мафией“», «военной организацией агентов», «где демократизм считался ненужной игрой, а все было основано на конспирации и круговой поруке».
Подобная иерархическая централизованная организация была создана Лениным в том числе под влиянием «Народной воли», в которой состоял старший брат Ленина, Ульянов А. И., повешенный в 1887 году за попытку покушения на Александра III. Насколько удалось узнать самому Ленину из первых рук, «Народная воля», в отличие от «Земли и воли», имела иерархическую командную структуру полувоенного типа во главе с Исполнительным комитетом. При этом Исполнительный комитет принимал все решения не по приказу «диктатора», а только коллегиально. По данным, которые приводит Ричард Пайпс, Ленин в период 1887—1891 годов по своим взглядам фактически стал сторонником «Народной воли», по собственной инициативе отыскивая старейших членов движения в Казани и Самаре и опрашивая их об истории движения и о его практической организации. Сам же Ленин в 1904 году описывает принцип «демократического централизма» следующим образом: «организационный принцип революционной социал-демократии… стремится исходить сверху, отстаивая расширение прав и полномочий центра по отношению к части». Отдельно Ленин подчёркивает необходимость своевременного и регулярного избавления партии от неэффективных её членов: «для избавления от негодного члена, организация настоящих революционеров не остановится ни пред какими средствами».
Необходимо отметить, что за последние 10 лет элементом наиболее энергичным, бодрым, способным к неутомимой борьбе, сопротивлению и постоянной организации является тот элемент, те организации и те лица, которые концентрируются вокруг Ленина. ....  Несомненно, что постоянной организаторской душой всех мало-мальски серьёзных партийных начинаний является Ленин. Кроме того, он по существу своему единственный практически-революционный вожак, поэтому и примыкают к нему только элементы беззаветно ему преданные и революционно настроенные. Это обстоятельство и является причиной, почему фракция ленинцев всегда лучше других сорганизована, крепче своим единодушием, изобретательнее по части проведения своих идей в рабочую среду и применения к политической обстановке.
Принцип централизованного, но коллегиального руководства, характерный для «Народной воли», соблюдался и в большевистской партии по крайней мере до второй половины 1918 года. Ленин всегда пользовался среди большевиков огромным авторитетом, как основатель партии, харизматичный лидер и главный партийный идеолог, однако его власть не была абсолютной. Ряд ключевых решений были приняты большинством голосов ЦК вразрез ясно выраженной воле Ленина. Так, в ноябре 1917 года ЦК отказался исключать из партии Зиновьева и Каменева, ограничившись запретом «выступать с заявлениями, идущими вразрез с линией партии», и Ленин смирился с этим решением. При подготовке к вооружённому восстанию большинство ЦК отвергло требование Ленина начинать восстание немедленно и отложило его до созыва II Всероссийского Съезда Советов, в соответствии с предложением Троцкого. Это обстоятельство вызывало у Ленина крайнее беспокойство, и он неоднократно «давил» на своих соратников, требуя ускорить подготовку к восстанию.
Также Ленину стоило больших усилий «продавить» решение о заключении Брестского мирного договора на германских условиях. Большинство ЦК поддерживает формулу Троцкого «ни мира, ни войны», а после окончательного краха этой формулы решение о мире принимается ЦК только после угрозы Ленина подать в отставку, что грозило большевикам расколом и серьёзным политическим кризисом с непредсказуемыми последствиями.
Ричард Пайпс в своих исследованиях утверждает, что власть Ленина стала абсолютной только к концу 1918 года, после того, как он выздоровел после покушения 30 августа 1918 года; стремительное выздоровление после казавшегося смертельным ранения наложилось на традиционные для России представления о сакральности царя. Бонч-Бруевич В. Д. в первой редакции своих воспоминаний утверждал, что вид раненного Ленина напомнил ему «снятие с креста Христа, распятого священниками, епископами и богачами». Общее мнение большевистских верхов выразил ранее неоднократно споривший с Лениным Каменев, заявивший, что «…чем дальше, тем больше убеждаюсь, что Ильич никогда не ошибается. В конце концов он всегда прав… Сколько раз казалось, что он сорвался — в прогнозе или в политическом курсе, и всегда в конечном счёте оправдывались и его прогноз, и курс».

### «Авангард рабочего класса» и «привнесение сознания»
Ещё одним идеологическим нововведением, сформулированным Лениным в его работе «Что делать?», стали термины «привнесение сознания» и «авангард рабочего класса». Ленин предполагал, что заводские рабочие сами по себе, могут не проявлять «сознательности», предъявляя не политические, а только экономические требования («тред-юнионизм»), «классовое политическое сознание может быть принесено рабочему только извне … собственными силами рабочий класс в состоянии выработать лишь сознание тред-юнионистское». Заниматься этим «привнесением сознания» и должна была «партия нового типа», выступающая здесь в качестве «авангарда» («авангард рабочего класса»). Как указывает Ричард Пайпс, Ленин пришёл к подобным взглядом на основе личного общения с рабочими в 1890-е годы, «единственный период его жизни, когда он имел непосредственные контакты с так называемым пролетариатом».

По замыслу Ленина, большевистская партия была построена, как «организация профессиональных революционеров», так как предполагалось, что ядро партии будет профессионально заниматься только «революционной деятельностью», получая своё содержание за счёт партии («Сколько-нибудь талантливый и „подающий надежды“ агитатор из рабочих не должен работать на фабрике по 11 часов. Мы должны позаботиться о том, чтобы он жил на средства партии»). У конкурирующих с Лениным социалистов отсутствовала подобная организация. Отсутствие у других партий «профессиональных революционеров» Ленин называл «кустарничеством».
Попытка реализовать на практике такие принципы приводит к тому, что на II Съезде РСДРП (1903 год) Ленин приходит к личной ссоре с лидером меньшевизма Мартовым Ю. О., а РСДРП — к расколу на большевистскую и меньшевистскую фракции. Так как преобразовать всю социал-демократическую партию на своих принципах Ленину не удалось, он берёт курс на оформление своей фракции в отдельную партию, образовывая параллельные партийные структуры; так, в конце 1904 года его сторонники формируют Бюро комитетов большинства, фактически параллельный ЦК пока ещё единой РСДРП. На IV Съезде РСДРП (1906) в Стокгольме большевики, несмотря на своё название, оказываются в меньшинстве. V съезд РСДРП (1907) в Лондоне сопровождался ожесточённой борьбой между двумя фракциями.
Как указывает историк Юрий Фельштинский, курс на раскол РСДРП на меньшевистскую и большевистскую фракции поддерживался Департаментом полиции, который опрометчиво считал, что таким образом будет ослаблено революционное движение. Одним из самых последовательных сторонников раскола социал-демократов был полицейский провокатор Малиновский Р. В..
Многолетняя (1903—1917) фракционная борьба с меньшевиками позволила Ленину накопить значительный политический опыт. Ричард Пайпс в своей работе «Русская революция. Книга 2. Большевики в борьбе за власть 1917—1918» обращает внимание, что Ленин активно использовал в 1917—1918 годах метод, впервые опробованный им во время раскола РСДРП в 1903 году. В случае невозможности захватить какой-либо орган большевики образовывали другой, параллельный орган из своих сторонников, носивший то же название. Так, в ноябре 1917 года большевики раскололи проэсеровский II Съезд Советов крестьянских депутатов, образовав параллельный Съезд из своих сторонников, а в январе 1918 года нейтрализовали железнодорожный исполком Викжель, образовав параллельный исполком Викжедор.
Исследователь Восленский М. С. в своей фундаментальной работе «Номенклатура» комментирует ленинские принципы «привнесения сознания» и «авангарда рабочего класса» следующим образом:

…вдруг к рабочему являются интеллигенты…и заявляют: «Твоя точка зрения — вовсе не твоего класса. Мы, интеллигенты, научим тебя твоему классовому интересу». Не странно ли? Не только странно, но подозрительно. И чем дальше вслушиваешься в рассуждения шустрых интеллигентов, тем подозрительнее становится. В самом деле: какая точка зрения у рабочего? Он хочет повысить свой заработок и улучшить условия труда. За это он готов вести борьбу, объединившись с другими рабочими. Так чем это не классовый интерес рабочего? «Это тред-юнионизм, — стращают непонятным, но, видимо ругательным словом интеллигенты. — Это предательство интересов рабочего класса!»
В чём же эти интересы, по словам явившихся интеллигентов? Оказывается, в том, чтобы к власти в государстве пришла руководимая ими, интеллигентами, партия. Позвольте, чей же классовый — или групповой — интерес эти интеллигенты стараются «привнести» в сознание рабочего: его или свой собственный? Конечно, интеллигенты-партийцы обещают рабочему, что с их приходом к власти сами они будут прозябать на гроши и работать денно и нощно во имя его интересов, для него же польются молочные реки в кисельных берегах. Но будь рабочий умен, он сообразит, что реки, если и польются, то не для него, и работать вряд ли станут ретивые интеллигентики на него, а как бы не он на них.
Значит, интеллигенты его обманывают? Безусловно. Значит, для них действительно польются молочные реки? Несчастные, они ещё не подозревают, что после их победы польются реки их крови!

## Анархисты

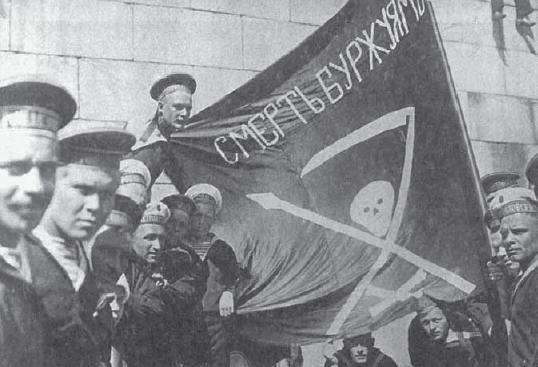
Революционные матросы — анархисты в Гельсингфорсе летом 1917 года

Движение анархистов в России заметно усиливается во время революции 1905 года, количество анархистских групп в период 1905—1907 по сравнению с 1903 годом увеличивается примерно в десять раз. Основными идеологами российского анархизма являлись Бакунин М. А. и Кропоткин П. А., разработавший доктрину «анархо-коммунизма», как свободного союза отдельных общин («коммун») вообще без какой-либо центральной государственной власти.
По данным исследователя Кривенького В. В., анархистов отличал ряд особенностей:
Нас называют злодеями. Эта кричащая свора предполагает, что мы способны только на грабительства, как они называют наши экспроприации. А не есть ли это самый ярый протест против собственности? Мы ослабляем этим государство, власть, которая на борьбу с нами убивает массу людей и сил, обессиливая этим себя и порождая своей жестокостью по отношению к нам ненависть к себе. Я, открыто подставляя свою жизнь смертельной опасности, иду на «экс». Деньги мне нужны для еды, для моей идейной работы, для того чтобы пойти на концерт, в театр, на лекцию, где с трибуны люди проповедуют свою религию, для того, чтобы купить коробку «псковских» пирожных, конфет, фруктов, хорошего портвейна, или просто нанять лихача и промчаться стрелой по Сумской, как летят наши «помазанники народные». Я пользуюсь всем, и только беру, но ничего не даю. Только разрушаю. Жизнь - борьба, в борьбе неравенство, в неравенстве красота. Вот через этот-то хаос существующего «грабители» идут к новому Один, в одиночку, без всяких кличек и организаций.
- Крайняя организационная распылённость. В российском анархизме преобладали мелкие группы, от 3 до 30 чел., объединявшиеся в более крупные «федерации».
- Ряд идеологических расколов. Среди течений анархизма преобладали «анархо-коммунизм» на основе идей Кропоткина, «анархо-синдикализм» (переносящий основное внимание на организацию профессиональных объединений) и «анархо-индивидуализм» с идей всеобщей и немедленной анархии, особенно привлекательной для люмпен-пролетариата (анархизм, анархо-универсализм, анархо-биокосмизм, анархо-гуманизм, неонигилизм и Махаевщина). «Анархо-коммунисты», в свою очередь, раскалываются на «хлебовольцев» (эмигрантская организация «Хлеб и воля»), «безначальцев», «чернознаменцев» (по названию газеты «Чёрное знамя») и «анархо-кооператоров» (группа, издательство и журнал «Почин»). По вопросу войны в российском анархистском движении наблюдался раскол на так называемых «анархо-траншейников», и «анархо-интернационалистов». Анархо-синдикалисты также не избежали расколов; из них впоследствии выделились анархо-федералисты (Проферансов Н. И., Лебедев Н. К.) Ввиду крайней пестроты анархического движения, в 1917 году анархистам даже не удалось провести свой Всероссийский съезд.
- Резкое, даже по сравнению с большевиками, преобладание молодёжи; на 1905—1907 год средний возраст анархистов составлял 18-24 года, образование не выше начального. По национальному составу среди анархистов в период 1905—1907 насчитывалось 50 % евреев, около 41 % русских. В качестве социальной базы анархистов выступали, в первую очередь, деклассированные элементы, ремесленники, мелкие торговцы, рабочие малых предприятий.
- Опора на акты «прямого действия» (террор и экспроприации). Самым удачным актом анархистов стало ограбление на сумму 250 тыс. рублей в октябре 1907 года казначейства в грузинском городе Душети. Образуется множество анархистских групп с названиями вроде «Кровавая рука», «Мстители», «Ястреб», грань между экспроприациями и грабежами с целью личного обогащения оказывается для ряда из них довольно зыбкой.

Поражение первой российской революции приводит к практически полному разгрому анархистских объединений. К 1913 году их число падает до 7 (в 1908 году — 108 групп). Уцелевшие группы занимаются главным образом выпуском прокламаций; впрочем, московским анархистам удаётся совершить в 1911 году ряд удачных налётов («экспроприаций») на казённые винные склады и почтово-телеграфные конторы.
Февральская революция приводит к восстановлению российского анархизма; уже 13 марта 1917 года учреждается Московская федерация анархических групп. Анархисты уже в марте 1917 года выдвигают лозунги разгона Временного правительства («немедленная расправа с министрами старого правительства»), передачи всей власти Советам, введения анархо-синдикалистского рабочего контроля в промышленности, немедленного прекращения войны. Проводятся ликвидации отдельных полицейских, экспроприации, захваты газет и типографий. Основным центром анархического движения становится Москва, в Петрограде штаб анархистов размещается в самовольно захваченной бывшей даче Дурново. Анархо-синдикалисты контролируют отдельные фабзавкомы и профсоюзы, в первую очередь, профсоюзы булочников, портовых рабочих, металлистов. Крупными центрами анархизма становятся революционные военно-морские базы в Кронштадте и Гельсингфорсе.

Анархисты заявляют: 
1. Все приверженцы старой власти должны быть немедленно удалены со своих мест. 
2. Все распоряжения нового реакционного правительства, представляющие опасность для свободы — отменить. 
3. Немедленная расправа с министрами старого правительства. 
4. Осуществление действительные свободы слова и печати. 
5. Выдача оружия и патронов всем боевым группам и организациям. 
6. Материальная поддержка нашим товарищам, вышедшим из тюрьмы.
На этом этапе тактические цели анархистов полностью совпадают с большевистскими. В июле и октябре 1917 года большевики и анархисты действуют совместно (см. также Конфликт из-за дачи Дурново). Сближению способствовала также работа Ленина «Государство и революция», написанная им в 1917 году во время подполья в Финляндии, и во многом совпадавшая с определёнными анархическими идеями. С образованием Петроградского ВРК в его состав входят трое анархистов: И. Блейхман, Жук И. П., Акашев К. В.
Разногласия анархистов с большевиками начинаются практически немедленно после октября 1917 года с обозначившегося курса на строительство новой централизованной государственной машины. Особенно враждебно анархисты воспринимают учреждение в декабре 1917 года ВСНХ — органа централизованного руководства промышленностью, противопоставляют ему анархо-синдикалистскую идею организации «снизу» свободных децентрализованных фабзавкомов и сельскохозяйственных комитетов. В среде анархистов всё сильнее распространяется лозунг так называемой «третьей революции», которая должна была уничтожить уже власть большевиков.